# Aloe retrospiciens
Aloe retrospiciens ist eine Pflanzenart der Gattung der Aloen in der Unterfamilie der Affodillgewächse (Asphodeloideae). Das Artepitheton retrospiciens stammt aus dem Lateinischen, bedeutet ‚zurückblickend‘ und verweist auf die Ausrichtung der Knospen und Blüten.

## Beschreibung

### Vegetative Merkmale
Aloe retrospiciens wächst stammbildend, ist manchmal einfach, aber für gewöhnlich zwei- bis sechsfach verzweigt. Der aufrechte Stamm erreicht eine Länge von 100 bis 125 Zentimeter und ist 3 Zentimeter dick. Die auf 10 bis 20 Zentimeter unterhalb der Stammspitze ausdauernden, etwa zwölf lanzettlich verschmälerten Laubblätter bilden eine dichte Rosette. Die bläulich graue, rötlich überhauchte Blattspreite ist 25 Zentimeter lang und 5 bis 6 Zentimeter breit. Auf ihr befinden sich gelegentlich nahe der Basis wenige zerstreute weiße Flecken. Die Blattspitze ist stumpf und trägt wenige kleine weiße Zähne. Die festen, weißen Zähne am weißen, knorpeligen Blattrand sind 1 Millimeter lang und stehen 5 Millimeter voneinander entfernt.

### Blütenstände und Blüten
Der Blütenstand weist etwa zehn Zweige auf und erreicht eine Länge von 65 Zentimeter. Die ziemlich dichten Trauben sind 3 Zentimeter lang und 5 Zentimeter breit. Endständige Trauben sind zylindrisch, seitliche bestehen in der Regel aus einseitswendigen, rückwärts zeigenden Blüten. Die eiförmig-deltoiden Brakteen weisen eine Länge von 5 Millimeter auf und sind 2,5 Millimeter breit. Die gelben Blüten sind an ihrer Mündung grünlich und stehen an 5 bis 6 Millimeter langen Blütenstielen. Sie sind 20 Millimeter lang und an ihrer Basis gerundet. Auf Höhe des Fruchtknotens weisen die Blüten einen Durchmesser von 6 Millimeter auf. Darüber sind sie leicht verengt und schließlich zur Mündung leicht erweitert. Ihre äußeren Perigonblätter sind auf einer Länge von 10 Millimetern nicht miteinander verwachsen. Die Staubblätter und der Griffel ragen 3 bis 4 Millimeter aus der Blüte heraus.

## Systematik und Verbreitung
Aloe retrospiciens ist in Somalia zwischen Felsblöcken auf sandigen Böden in Höhen von 800 bis 1150 Metern verbreitet.
Die Erstbeschreibung durch Gilbert Westacott Reynolds und Peter René Oscar Bally wurde 1958 veröffentlicht. Ein Synonym ist Aloe ruspoliana var. dracaeniformis A.Berger (1908).

## Nachweise